# 布拉诺沃老奶奶
布拉诺沃老奶奶（俄语：Бурановские бабушки）是一支穆德穆尔特-俄罗斯民族音乐-流行乐队，由8位来自俄罗斯乌德穆尔特共和国布拉诺沃的老妇人组成。该乐队曾在2012年欧洲歌唱大赛上代表俄罗斯参赛，最终获得第二名。